# Pleurocrypta petrolisthis
Pleurocrypta petrolisthis là một loài chân đều trong họ Bopyridae. Loài này được Markham miêu tả khoa học năm 1988.